# Elisenhof München

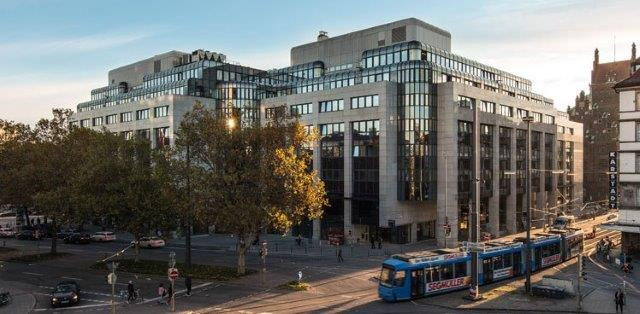
Elisenhof

Der Elisenhof in München ist ein Einkaufszentrum in der Nähe des Hauptbahnhofs, Elisenstraße 3 / Luitpoldstraße 3 / Luisenstraße 4 / Prielmayerstraße 1–3 in der Münchner Maxvorstadt. Der Gebäudekomplex umfasst rund 28.000 m² Bürofläche und rund 12.000 m² Einzelhandelsfläche.
Der Elisenhof wurde 1984 nach Plänen des Münchner Architekten Herbert Kochta gebaut und 2013 saniert. Die Fassaden bestehen aus Naturstein und Glas.
2006 wurde der Gebäudekomplex von der Schörghuber Unternehmensgruppe für 150 Millionen Euro an Tishman Speyer Properties verkauft. 2015 verkauften diese ihn für 220 bis 230 Millionen Euro an die Axa S.A. weiter.